# Neurolyga ovata
Neurolyga ovata är en tvåvingeart som beskrevs av Jaschhof 1996. Neurolyga ovata ingår i släktet Neurolyga och familjen gallmyggor.
Artens utbredningsområde är Sverige. Arten är reproducerande i Sverige. Inga underarter finns listade i Catalogue of Life.